# Luis Lasagna
Luis Lasagna S.D.B. (Montemagno, 4 de marzo de 1850 - Juiz de Fora, 6 de noviembre de 1895) fue un sacerdote salesiano y obispo católico italiano. Fue el fundador de las obras salesianas en Brasil y Uruguay.

## Sucesión apostólica
Dom Luís es, en 1894, el co-consagraante de la ordenación episcopal de monseñor Pio Gaetano Secondo Stella y también es, en 1895, el consagrador del ordenación episcopal de monseñor Juan Sinforiano Bogarín.